# Ian Harding
Ian Michael Harding (Heidelberg, 16 de setembro de 1986) é um ator e escritor americano nascido Alemanha. É mais conhecido pelo seu papel em Pretty Little Liars como Ezra Fitzgerald. Em fevereiro de 2017 foi anunciado que Ian irá estrelar a nova série de comédia da Fox
Thin Ice ao lado da atriz e cantora Bridgit Mendler mas o projeto foi cancelado no mesmo ano.

## Vida pessoal
Nasceu em Heidelberg, na Alemanha, filho de pais norte-americanos de carreira militar. Aos quatro anos de idade sua família se estabeleceu no estado da Virgínia e alguns anos mais tarde entrou no Drama Club no Ensino Médio e continuou estudando na escola. Depois de se formar na escola, entrou na outra Universidade Carnegie Mellon e após se formar começou a atuar.

## Carreira
Começou participando, em 2009 no filme Adventureland, como Wealthy Prepster. No mesmo participou do filme Deadtime Stories, como Ryan. Depois fez uma pequena participação em NCIS: Los Angeles, em 2009. Em 2010, fez uma pequena ponta no filme Love and Other Drugs, que lançou em 2011 no Brasil. Em 2010, participou da série Hollywood Is Like High School with Money. Atualmente, é um dos atores principais em Pretty Little Liars, onde interpreta Ezra Fitz professor, escritor e namorado de Aria Montgomery.
Em fevereiro de 2017 foi anunciado que Ian irá estrelar a nova série de comédia da Fox Thin Ice ao lado da atriz e cantora Bridgit Mendler.

### Filantropia
Harding tem vindo a trabalhar com a Lupus Foundation of America para angariar fundos e conscientizar para o lúpus, além de pesquisa e educação para sustentar sua mãe, Mary, que tem estado a viver com lúpus há mais de 20 anos.

## Filmografia

### Televisão
| Ano       | Título                                   | Papel         | Notas                           |
| --------- | ---------------------------------------- | ------------- | ------------------------------- |
| 2009      | NCIS: Los Angeles                        | Curtis        |                                 |
| 2010      | Hollywood Is Like High School with Money | Jamie Hunter  |                                 |
| 2010-2017 | Pretty Little Liars                      | Ezra Fitz     | Elenco regular                  |
| 2017      | Thin Ice                                 | Andrew        | Piloto de série de televisão    |
| 2019      | Chicago Med                              | Phillip Davis | Elenco recorrente; 13 episódios |

### Cinema
| Ano  | Título               | Papel             |
| ---- | -------------------- | ----------------- |
| 2009 | Adventureland        | Wealthy Prepster  |
| 2009 | Deadtime Stories     | Ryan              |
| 2010 | Love and Other Drugs | Treinador Pfizer  |
| 2016 | Pale Blue            | Ben               |
| 2017 | People You May Know  | Phillip           |
| 2018 | Office Uprising      | Nicholas Frohm    |
| 2019 | Ford v Ferrari       | Executivo da Ford |

## Prêmios
| Prêmios  | Prêmios   | Prêmios            | Prêmios                      | Prêmios             |
| Ano 2012 | Resultado | Premiação          | Categoria                    | Série               |
| -------- | --------- | ------------------ | ---------------------------- | ------------------- |
| 2010     | Venceu    | Teen Choice Awards | Choice Summer TV Star - Male | Pretty Little Liars |
| 2011     | Venceu    | Youth Rock Awards  | Rockin' Actor (TV)           | Pretty Little Liars |
| 2011     | Venceu    | Teen Choice Awards | Choice Summer TV Star - Male | Pretty Little Liars |
| 2016     | Venceu    | Teen Choice Awards | Choice DramaTV Actor         | Pretty Little Liars |